# Ouddorp

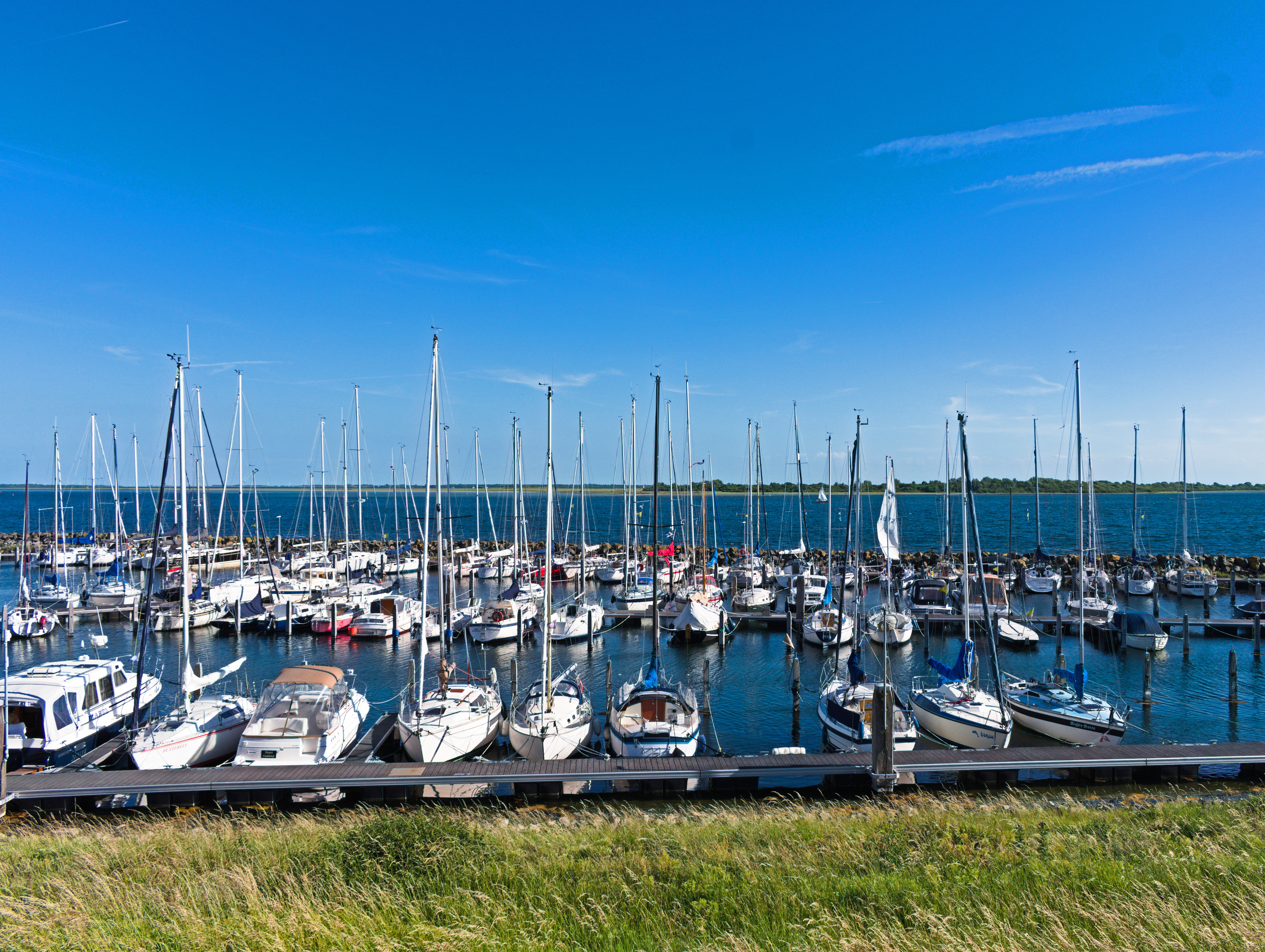
Il porto di Ouddorp

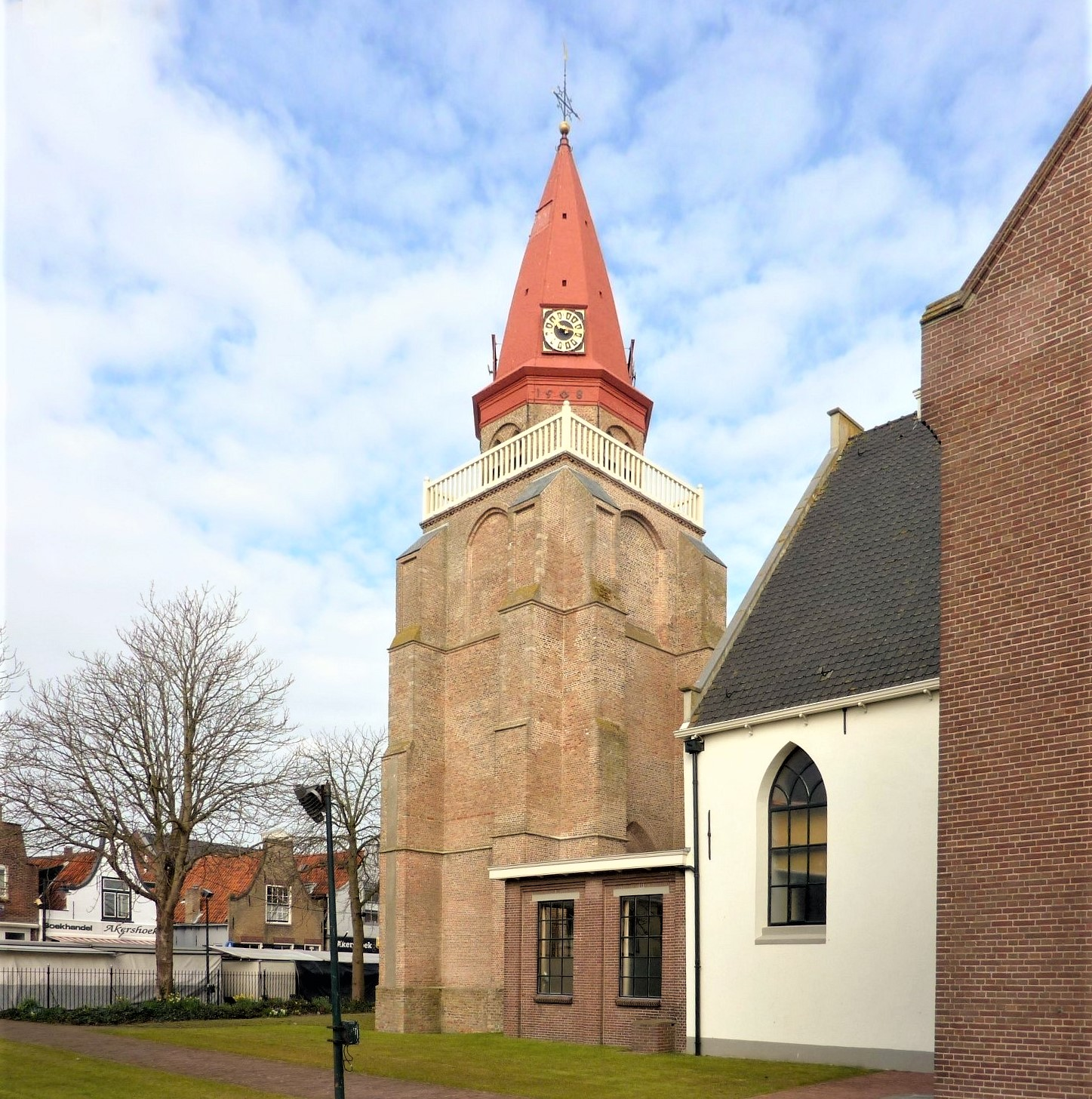
Ouddorp: la Dorpsskerk

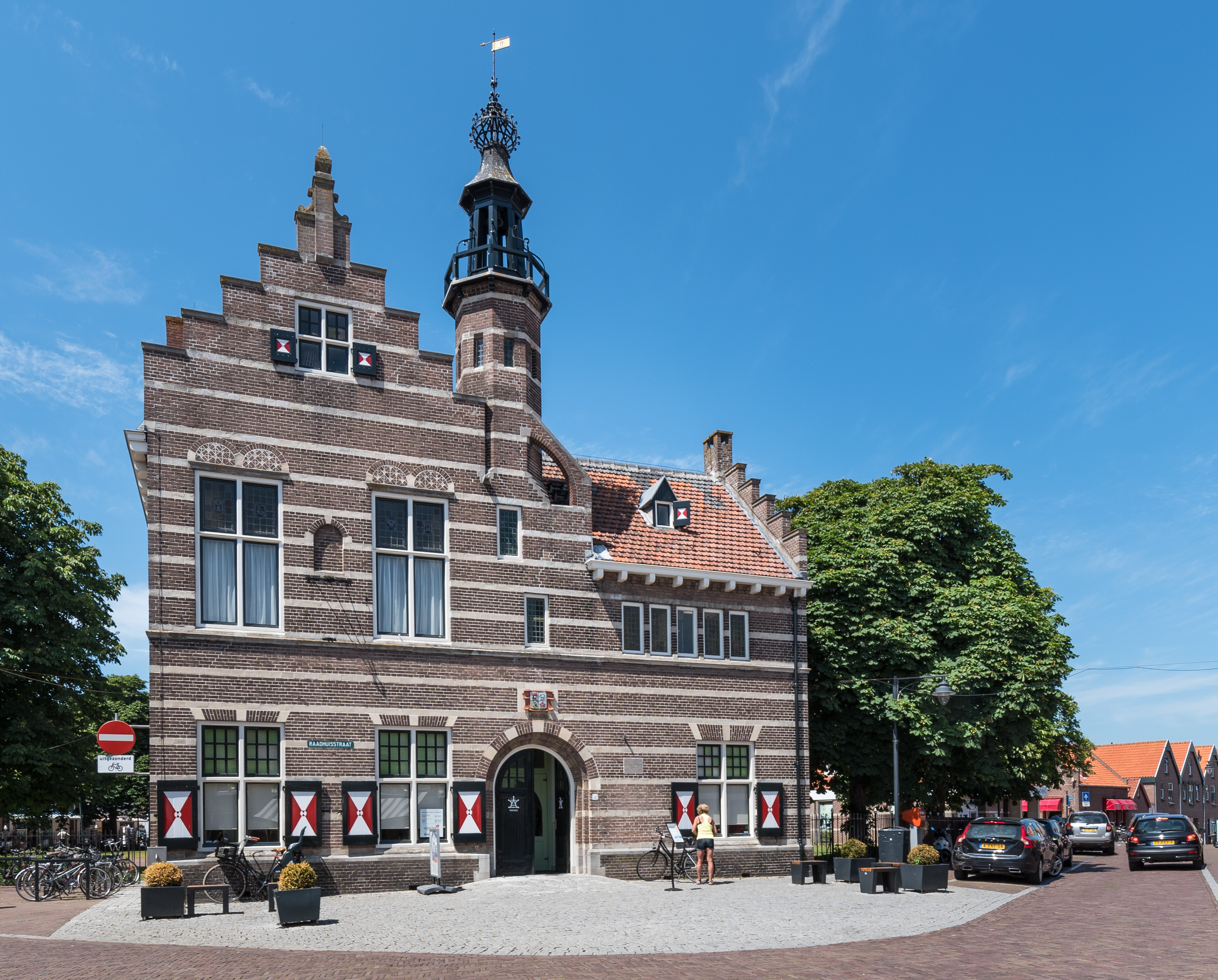
L'ex-municipio di Ouddorp

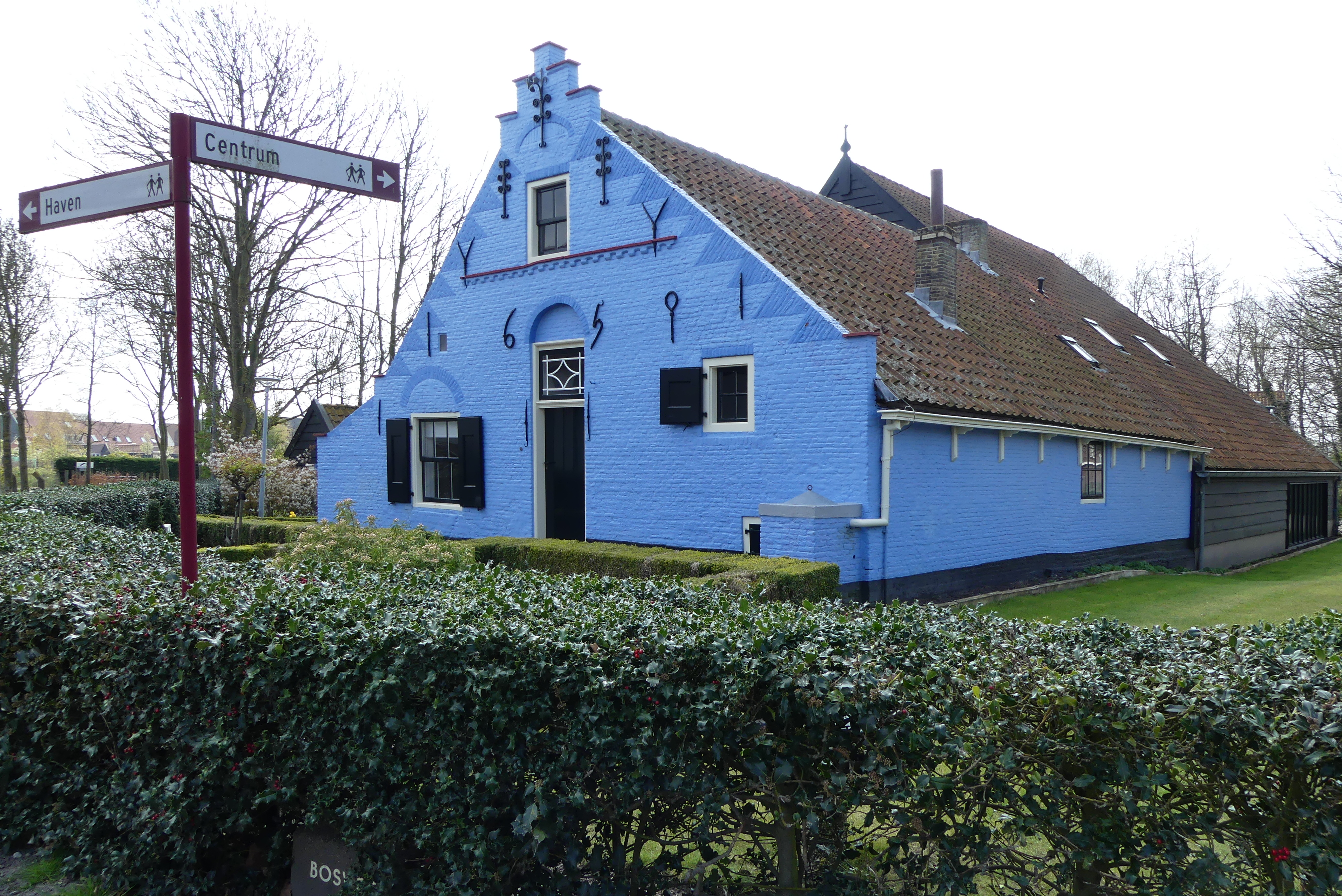
Ouddorp: la Blauwe Huus

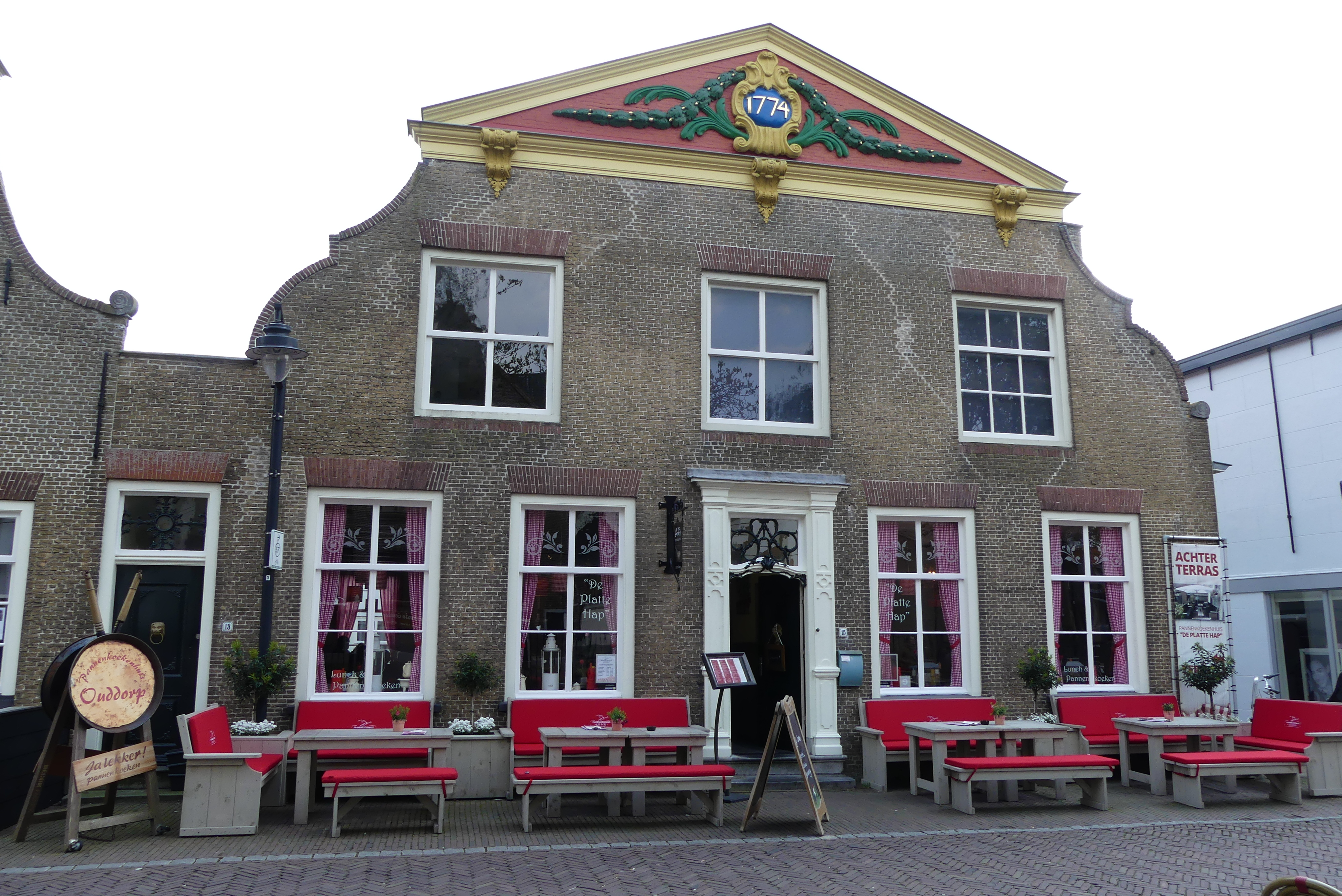
Ouddorp: edificio classificato come rijksmonument lungo la Weststraat

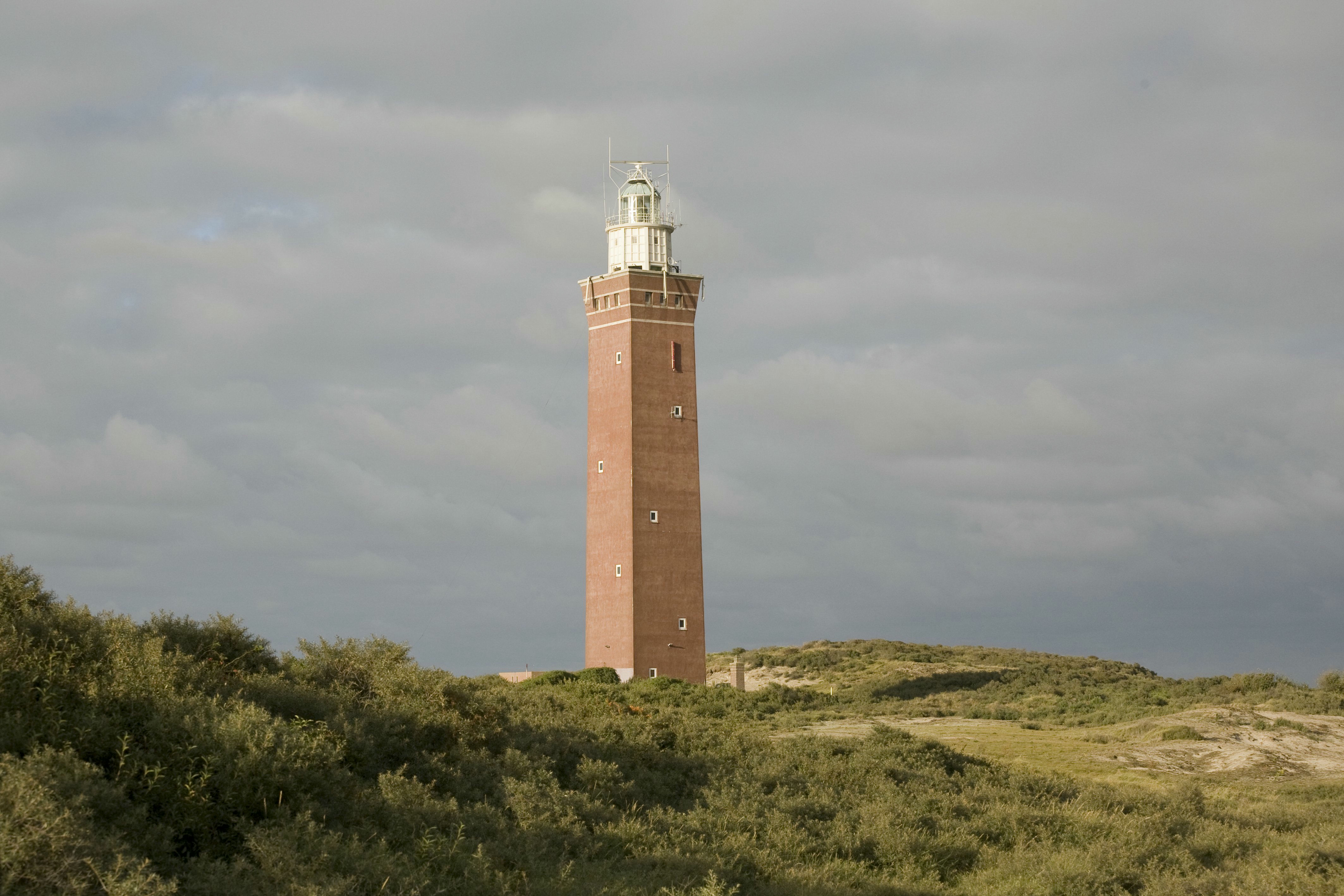
Ouddorp: il faro Westhoofd

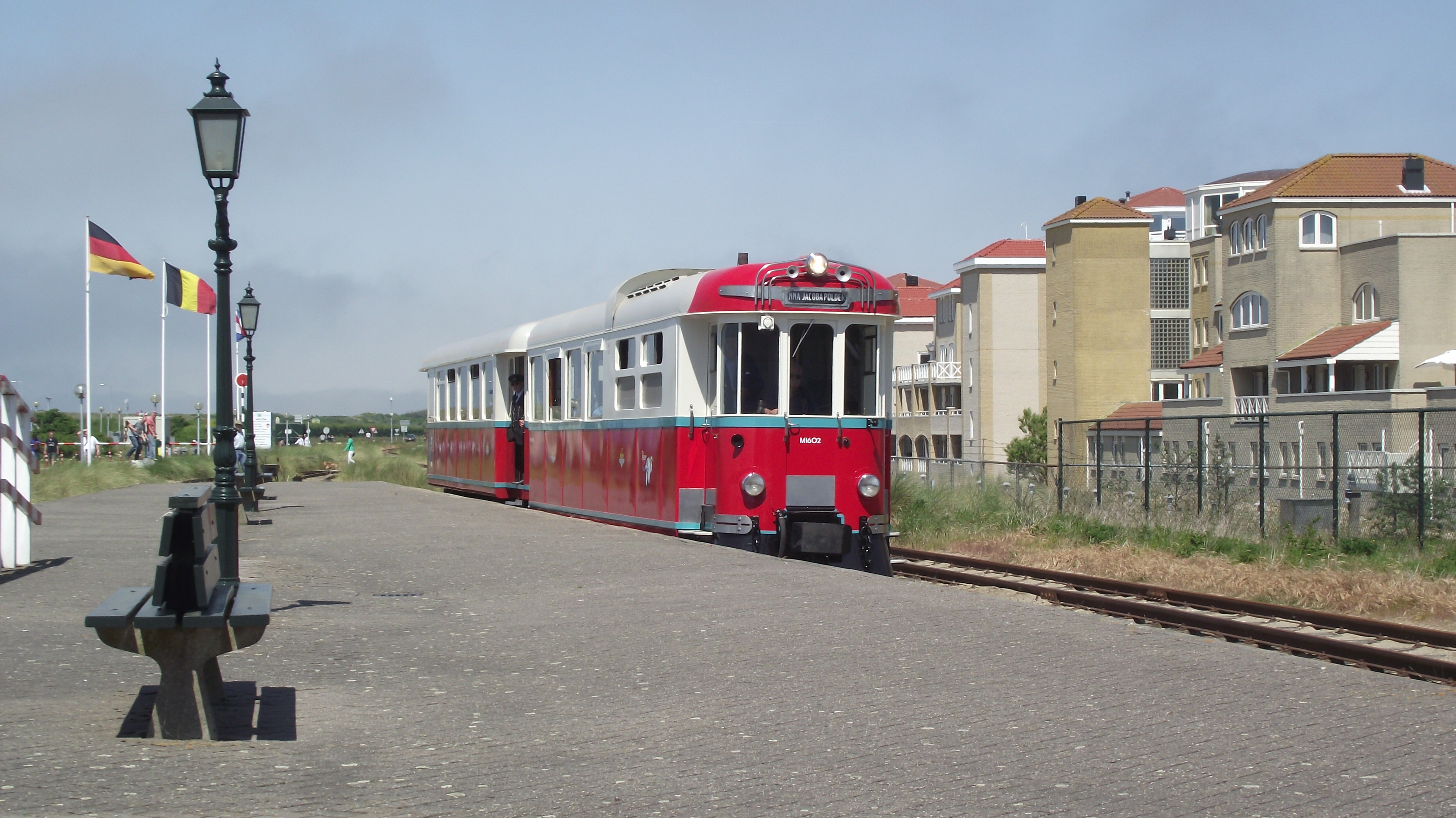
Tram a Port Zélande

Ouddorp è un villaggio (dorp) di circa 6300 abitanti della costa sud-occidentale dei Paesi Bassi, facente parte della  provincia dell'Olanda Meridionale (Zuid-Holland) e situato nell'isola di Goeree-Overflakkee , dove si affaccia sul Mare del Nord e sul Grevelingenmeer. Dal punto di vista amministrativo, si tratta di un ex-comune, dal 1966 accorpato nella municipalità di Goedereede, comune a sua volta inglobato nel 2013 nella municipalità di Goeree-Overflakkee.

## Geografia fisica
Ouddorp si trova nella parte meridionale dell'isola di Goeree-Overflakkee, a oveste di Goedereede.
Il villaggio di Ouddorp occupa un'area di 33,10 kmq, di cui 0,38 kmq sono costituiti da acqua.
Nell'area attorno al villaggio di Ouddorp si trova l'isola disabitata di Hompelvloet.

## Storia

### Dalle origini ai giorni nostri
Il villaggio è menzionato almeno sin dal 1348, quando venne realizzata una chiesa in loco, ma è probabile che le sue origini risalgano almeno al X secolo.
Il villaggio fu messo a ferro e fuoco e saccheggiato nel 1418 e nel 1490, rispettivamente da Giovanni IV di Brabante e da Frans van Brederode. Intorno al 1594 Ouddorp venne descritto come un "comune protestante".

### Simboli
Lo stemma di Ouddorp, adottato ufficialmente il 24 luglio 1816, è formato da quattro sezioni, in cui sono raffigurati, da sinistra in alto a destra in basso, una torre da cui esce un cavaliere a cavallo, due balestre, un pappagallo e un castello. Si tratta dei simboli delle quattro signorie che formavano il villaggio, ovvero rispettivamente Oudeland, Oude Nieuwland, West Nieuwland e Ouden Oostdijk.

## Monumenti e luoghi d'interesse
Ouddorp vanta 19 edifici classificati come rijksmonument.

### Architetture religiose

#### Dorpskerk
Principale edificio religioso di Ouddorp è la Dorpskerk o chiesa di San Martino, una chiesa in stile tardo-gotico situata lungo la Weststraat risalente al XV secolo e ricostruita nel 1734.

### Architetture civili

#### Municipio
Lungo la Raadhuisstraat si trova poi l'ex-municipio, eretto nel 1904 su progetto di Tjeerd Kuipers e commissionato da Paulus Boelaars e Job Mierop.

#### Blauwe Huus
Altro edificio d'interesse è la Blauwe Huus ("casa blu"), edificio situato lungo la Bosweg e risalente al 1659.

#### Faro "Westhoofd"
Altro edificio d'interesse è il faro "Westhoofd", costruito tra il 1946 e il 1947 su progetto di G.W. Friedhoff in sostituzione dell'omonimo faro risalente al 1911 e distrutto dalle truppe tedesche il 4 maggio 1945.

#### Mulino "De Hoop"
Altro edificio d'interesse è il mulino "De Zwaan", un mulino a vento situato lungo la Molenweg e risalente al 1845.

#### Mulino "De Zwaan"
Altro mulino a vento di Ouddorp è "De Zwaan" ("il cigno"), situato lungo la Dorpsweg e risalente al 1846.

#### Port Zélande
Altro luogo d'interesse nei pressi di Ouddorp è Port Zélande, un villaggio turistico inaugurato nel 1990. 

### Aree naturali

#### Volgerland
Attorno al villaggio si estende un'area naturale costituita da dune chiamata Volgerland e popolata da varie specie di uccelli.

#### Spiaggia
Ouddorp è noto per la sua spiaggia lunga 17 chilometri, che nel 2007 è stata votata dal quotidiano Algemeen Dagblad come una delle migliori spiagge dei Paesi Bassi.

## Società

### Evoluzione demografica
Al censimento del 2023, Ouddorp contava una popolazione pari a 6295 unità.
La popolazione al di sotto dei 16 anni era pari a 1020 unità, mentre la popolazione dai 65 anni in su era pari a 1550 unità.
La località ha conosciuto un progressivo incremento demografico a partire dal 2014, quando contava 5642 abitanti.

### Lingue e dialetti
Ad Ouddorp si parla il dialetto Goerees, un dialetto che si discosta sensibilmente dalla lingua nederlandese standard. Ne sono alcuni esempi il termine aerpel in luogo di aardappels ("patate") e l'espressione kantje levantje in luogo di alles is klaar ("è tutto chiaro/pronto").

## Geografia antropica

### Suddivisioni amministrative
Buurtschappen
- Klarebeek

Fino al 1966 faceva parte di Ouddorp anche la buurtschap di Oostdijk.